# کوروش اسدپور
کوروش اسدپور (زادهٔ ۲۰ فروردین ۱۳۴۴ _ شهرستان لردگان (روستای شش بهره)) خوانندهٔ موسیقی محلی، ترانه‌سرا و فعال فرهنگی لر تبار است. وی در سال ۱۳۷۳ با تشویق محمدرضا شجریان نخستین آلبوم کاست خود را به نام 《تیه کال》، با تنظیم حسین فرهادپور، ارائه نمود. محبوبیت او بیشتر به دلیل شعرها و آهنگ‌های سراسر احساسی، همراه با تفکر موجود در پساپرده این آهنگهاست که تصویری از فضای ایلیاتی را در فضایی کاملاً متفاوت، و با نگاهی جدید و انتقادی، به مخاطب القا می‌کند. او هنرمندی است که تمام تلاش خود را برای نشر فرهنگ‌های اصیل مردم لر به کار بسته‌است.جایزه بین المللی(یونسکو) نظامی گنجوی، در اسفندماه ۱۴۰۰، در تالار وحدت، به وی اهدا شد.همچنین کتابِ《آوایِ خوشِ هَزار》در بررسی و نقد آثار این هنرمند، نوشته شده است.

## آلبوم‌ها
- تش دل - ۷۵–۱۳۷۴ (نوار کاست)
- تی به ره - ۱۳۷۸ (نوار کاست)
- ظله (ستاره صبح) -۱۳۸۰ (نوار کاست)
- کر بختیاری -۱۳۸۱ (سی‌دی)
- هم توار-۱۳۹۶(سی دی)
- علیداد
- تیگ نوشت
- سیل غم
- سرای کهن